# Kościół Świętego Brata Alberta Chmielowskiego w Jaworznie-Pieczyskach
Kościół Świętego Brata Alberta Chmielowskiego w Jaworznie-Pieczyskach – rzymskokatolicki kościół parafialny należący do parafii pod tym samym wezwaniem (dekanat VIII – Najświętszej Maryi Panny Nieustającej Pomocy w Jaworznie diecezji sosnowieckiej). Znajduje się w Pieczyskach, części miasta Jaworzno.
Kościół mieści się w zaadaptowanej dla celów sakralnych willi dyrektora cementowni "Jaworzno", inżyniera Zdzisława Krudzielskiego. Willa była na tyle okazała, że można było w niej urządzić kaplicę. Pierwsza msza święta w nowo powstałej kaplicy została odprawiona w dniu 14 października 1990 roku przez księdza Jacka Molę, pierwszego proboszcza parafii. Parafia została ustanowiona w dniu 1 października 1990 roku przez ordynariusza diecezji sosnowieckiej, biskupa Adama Śmigielskiego.
Willa została wzniesiona w 1909 roku w stylu szwajcarskim. Detale zachodnie zostały wykonane z drewna i kamienia. Obiekt figuruje w gminnej ewidencji zabytków miasta Jaworzno.